# Doo-Bop
| Оценки критиков               | Оценки критиков |
| Источник                      | Оценка          |
| ----------------------------- | --------------- |
| Allmusic                      | [ 2 ]           |
| DownBeat                      | [ 3 ]           |
| Encyclopedia of Popular Music | [ 4 ]           |
| Entertainment Weekly          | B–              |
| Los Angeles Times             | [ 6 ]           |
| Q                             | [ 7 ]           |
| The Rolling Stone Album Guide | [ 8 ]           |

Doo-Bop — последний студийный альбом американского джазового трубача Майлза Дэвиса. Альбом был записан вместе с хип-хоп-продюсером Easy Mo Bee и выпущен компанией Warner Records уже после смерти музыканта — 30 июня 1992 года. Несмотря на то, что большинство критиков восприняло релиз прохладно, он стал лауреатом «Грэмми» за «Лучшее инструментальное исполнение в жанре R&B».

## Предыстория
Проект начался с того, что Дэвис заинтересовался шумом улицы, однажды летом сидя у распахнутого окна своей нью-йоркской квартиры. Он хотел записать музыкальный альбом, который бы запечатлел эти звуки. В начале 1991 года Дэвис позвонил своему другу Расселу Симмонсу и попросил его найти молодых продюсеров, которые могли бы помочь в создании такого рода музыки, что привело его к сотрудничеству с Easy Mo Bee.
На момент смерти Дэвиса, в 1991 году, было закончено лишь шесть композиций альбома. Руководство лейбла Warner Bros предложили Easy Mo Bee взять некоторые записи неизданного материала трубача (который Дэвис называл The RubberBand Session) и создать на их основе треки, которые «понравились бы Майлзу». Посмертные композициями альбома стали «High Speed Chase» и « Fantasy», о чём пояснялось на его обложке. Пластинку завершает реприза заглавной композиции «Mystery».

## Выпуск и отзывы
Альбом был выпущен компанией Warner Bros 30 июня 1992 года, к маю 1993 года по всему миру было продано около 300 000 его копий. Альбом получил негативные отзывы от большинства музыкальных критиков. Грег Тейт назвал его «проходной» джаз-рэп-записью музыканта, в то время как обозреватель Billboard счёл, что альбом на основе R&B не был «достаточно глубоким», как фанковые записи Дэвиса 1970-х годов. Грег Сэндоу из Entertainment Weekly подчеркнул, что соло Дэвиса были исполнены с «безупречной логикой и задумчивой утонченностью», но сопровождались банальным гостевым рэпом и робкими хип-хоп-битами, что свело альбом до уровня «элегантных звуковых обоев». Критик Los Angeles Times Дон Сноуден считал, что альбом «удался лишь урывками» из-за того, что Дэвис впервые работал с хип-хоп материалом, «оцепенелость», которую ощущал Сноуден, часто сводила «приглушённую-пронизанную-эхом трубу до уровня одного из прочих инструментов микса». В свою очередь Ричард Уильямс из The Independent рассматривал материал альбома как регрессию по сравнению с пластинкой Tutu (1986) навеянную эмбиентом, поскольку импровизации Дэвиса демонстрировали «ритмическую банальность, которая никогда не наблюдалась в доэлектрическом периоде Майлза».
В положительной рецензии журнала Q Doo-Bop был назван «коллекционной вещью… модным, сексуальным, открытым и сложным, а также лучшей работой [Дэвиса] с тех пор, как он решил обратиться к более радиоформатному звучанию в 1980-х годах». Обозреватель издания Musician счёл Doo-Bop приятным хип-хоп-альбомом и доступным введением в музыку Дэвиса для «молодых ушей, отвыкших от современных ритмов». В свою очередь Робин Толлсон из DownBeat написал, что Дэвис звучал менее робко, чем на череде его предыдущих записей, поскольку «формулировка и концепция [пластинки] резко меняются от мелодии к мелодии». В 1993 году альбом стал лауреатом премии «Грэмми» в категории «Лучшее инструментальное исполнение в жанре R&B».

## Список композиций
Все песни написаны Майлзом Дэвисом/Easy Mo Bee, за исключением отмеченных:
| №  | Название           | Автор(ы)                            | Длительность |
| -- | ------------------ | ----------------------------------- | ------------ |
| 1. | «Mystery»          |                                     | 3:56         |
| 2. | «The Doo-Bop Song» |                                     | 5:02         |
| 3. | «Chocolate Chip»   | Дэвис, Easy Mo Bee, Дональд Хепбёрн | 4:41         |
| 4. | «High Speed Chase» | Дэвис, Easy Mo Bee, Ларри Мизелл    | 4:40         |

| №  | Название            | Длительность |
| -- | ------------------- | ------------ |
| 5. | «Blow»              | 5:07         |
| 6. | «Sonya»             | 5:32         |
| 7. | «Fantasy»           | 4:38         |
| 8. | «Duke Booty»        | 4:56         |
| 9. | «Mystery (Reprise)» | 1:26         |

## Участники записи
| Данные базируются на книгеThe Last Miles (2007), Джорджа Коула. - Майлз Дэвис – труба - Дерон Джонсон – клавишные - J.R – музыкант - A.B. Money – музыкант Технический персонал - Easy Mo Bee – продюсер - Гордон Мельцер – исполнительный продюсер - Мэтт Пирсон – помощник продюсера - Дэниел Берофф – звукоинженер | - Реджинальд Дозьер – звукоинженер - Зейн Джилз – звукоинженер - Рэнди Холл – звукоинженер - Джон Макглейн – звукоинженер - Брюс Мур – звукоинженер - Артур Стеур – звукоинженер - Кирк Йано – звукоинженер - Д'Энтони Джонсон – звукоинженер, микширование - Эрик Линч – звукоинженер, микширование - Робин Линч – художественный руководитель, дизайн - Тед Дженсен – мастеринг |

## Чарты
| Чарт (1992)                | Высшая позиция |
| -------------------------- | -------------- |
| American Albums Chart      | 190            |
| American Jazz Albums Chart | 1              |
| American R&B Albums Chart  | 28             |